# 麻薬取扱者
麻薬取扱者（まやくとりあつかいしゃ）とは、麻薬輸入業者、麻薬輸出業者、麻薬製造業者、麻薬製剤業者、家庭麻薬製造業者、麻薬元卸売業者、麻薬卸売業者、麻薬小売業者、麻薬施用者、麻薬管理者及び麻薬研究者の総称。（麻薬及び向精神薬取締法第2条第8項）

## 概要
- 麻薬施用者は、病気治療の目的で業務上麻薬を施用又は交付したり、麻薬を記載した処方箋（麻薬処方箋）を交付することができる。
- 麻薬管理者は麻薬を使って診療している施設で麻薬を管理することができる。
- 麻薬研究者は麻薬・あへん・けしがらを用いて学術研究し、麻薬を製造し、麻薬原料植物を栽培することができる。

## 資格要件、免許権者
| 種類       | 種類       | 種類             | 定義         | 定義                                                                                             | 免許権者                            | 資格要件                       | 資格要件                                     |
| ---------- | ---------- | ---------------- | ------------ | ------------------------------------------------------------------------------------------------ | ----------------------------------- | ------------------------------ | -------------------------------------------- |
| 麻薬取扱者 | 麻薬営業者 | 麻薬輸入業者     | 免許を受けて | 麻薬の輸入を業とする者                                                                           | 厚生労働大臣                        | 医薬品医療機器等法の規定による | 医薬品の製造販売業                           |
| 麻薬取扱者 | 麻薬営業者 | 麻薬輸出業者     | 免許を受けて | 麻薬の輸出を業とする者                                                                           | 厚生労働大臣                        | 医薬品医療機器等法の規定による | 医薬品の製造販売業者又は販売業者（要薬剤師） |
| 麻薬取扱者 | 麻薬営業者 | 麻薬製造業者     | 免許を受けて | 麻薬の製造を業とする者                                                                           | 厚生労働大臣                        | 医薬品医療機器等法の規定による | 医薬品の製造販売業者及び製造業者             |
| 麻薬取扱者 | 麻薬営業者 | 麻薬製剤業者     | 免許を受けて | 麻薬の製剤又は小分けを業とする者                                                                 | 厚生労働大臣                        | 医薬品医療機器等法の規定による | 医薬品の製造販売業者及び製造業者             |
| 麻薬取扱者 | 麻薬営業者 | 家庭麻薬製造業者 | 免許を受けて | 家庭麻薬の製造を業とする者                                                                       | 厚生労働大臣 （地方厚生局長に委任） | 医薬品医療機器等法の規定による | 医薬品の製造販売業者及び製造業者             |
| 麻薬取扱者 | 麻薬営業者 | 麻薬元卸売業者   | 免許を受けて | 麻薬卸売業者に麻薬を譲り渡すことを業とする者                                                     | 厚生労働大臣 （地方厚生局長に委任） | 医薬品医療機器等法の規定による | 薬局開設者又は医薬品の販売業者（要薬剤師）   |
| 麻薬取扱者 | 麻薬営業者 | 麻薬卸売業者     | 免許を受けて | 麻薬小売業者、麻薬診察施設の開設者又は麻薬研究施設の設置者に麻薬を譲り渡すことを業とする者       | 都道府県知事                        | 医薬品医療機器等法の規定による | 薬局開設者又は医薬品の販売業者（要薬剤師）   |
| 麻薬取扱者 | 麻薬営業者 | 麻薬小売業者     | 免許を受けて | 麻薬施用者の麻薬を記載した処方箋により調剤された麻薬を譲り渡すことを業とする者                   | 都道府県知事                        | 医薬品医療機器等法の規定による | 薬局開設者                                   |
| 麻薬取扱者 | 麻薬施用者 | 麻薬施用者       | 免許を受けて | 疾病の治療の目的で、業務上麻薬を施用し、施用のために交付し、又は麻薬を記載した処方箋を交付する者 | 都道府県知事                        | 医師、歯科医師、獣医師         | 医師、歯科医師、獣医師                       |
| 麻薬取扱者 | 麻薬管理者 | 麻薬管理者       | 免許を受けて | 麻薬診察施設で施用され、又は施用のために交付される麻薬を業務上管理する者                         | 都道府県知事                        | 医師、歯科医師、獣医師、薬剤師 | 医師、歯科医師、獣医師、薬剤師               |
| 麻薬取扱者 | 麻薬研究者 | 麻薬研究者       | 免許を受けて | 学術研究のため、麻薬原料植物を栽培し、麻薬を製造し、又は麻薬、あへん若しくはけしがらを使用する者 | 都道府県知事                        | 学術研究上必要な者             | 学術研究上必要な者                           |

- 麻薬営業者とは、麻薬施用者、麻薬管理者及び麻薬研究者以外の麻薬取扱者をいう。（麻薬及び向精神薬取締法第2条第9項）
- 麻薬診察施設とは、麻薬施用者が診察を行う病院・診療所等をいう。（麻薬及び向精神薬取締法第2条第22項）
- 麻薬研究施設とは、麻薬研究者が研究を行う施設をいう。（麻薬及び向精神薬取締法第2条第23項）

## 免許の有効期間
免許の有効期間は、免許の日からその日の属する年の翌々年の12月31日まで。（麻薬及び向精神薬取締法第5条）

## 欠格事由
以下の者でなければ、免許を受けることができない。（麻薬及び向精神薬取締法第3条第2項）
- 各免許の資格要件の許可を受けている者

各免許権者は以下のいずれかに該当するときは、免許を与えないことができる。（麻薬及び向精神薬取締法第3条第3項）
1. 麻薬及び向精神薬取締法第51条第1項の規定により免許を取り消され、取り消しの日から3年を経過していない者
2. 罰金以上の刑に処せられ、その執行が終わり、又は執行を受けることがなくなってから3年を経過していない者
3. 麻薬及び向精神薬取締法、大麻取締法、あへん法、薬剤師法、医薬品医療機器等法、医師法、医療法その他薬事・医事関係法令又はこれらに基づく処分に違反し、その日から2年を経過していない者
4. 心身の障害により麻薬取扱者の業務を適正に行うことができない者として厚生労働省令で定めるもの[1]
5. 麻薬中毒者又は覚醒剤の中毒者
6. 法人又は団体であって、その業務を行う役員のうちに前各号のいずれかに該当する者があるもの